# ラストナンバー
「ラストナンバー」は、日本のバンドThe Mirrazの2枚目のシングルである。2011年9月7日発売。発売元はKINOI RECORDS。

## 概要
前作「観覧車に乗る君が夜景に照らされてるうちは」に続く2枚目のシングル。自主レーベル「KINOI RECORDS」からの第3弾となるCD。規格品番はKINOI-1003。発売後にはリリース記念ライブ「ぶっちゃけ2日だけ好きにやっちゃって〜2011」を3つの会場でそれぞれ2日ずつ開催。ラジオの公開収録では畠山曰く「2日あるのでロックなミイラズの日とヒップホップなミイラズの日をやれれば〜」とのこと。

## 収録曲
1. ラストナンバー
2. hey,girl!